# Evelin König
Evelin König (n. 1966, Bad Saulgau) este o moderatoare TV și jurnalistă germană.
Ea a absolvit facultatea de germanistică și istoria artei în Tübingen iar pe urmă un curs de specializare ca jurnalistă la postul SWR. Evelin König poate fi văzută la postul SWR, la emisiunea de știri sau emisiunea ARD-Buffet transmis de postul ARD. Din martie 2008 moderează emisiunea "Kochkunst" (Arta culinară).